# Trivial pursuit
Trivial Pursuit — разновидность игр-викторин. Trivia - любопытный, но не имеющий большого значения факт, в английском языке обширный класс викторин называется trivia game/quiz.. Идеально подходит для развития детей дошкольного возраста , так же иногда используют в 1 классах.

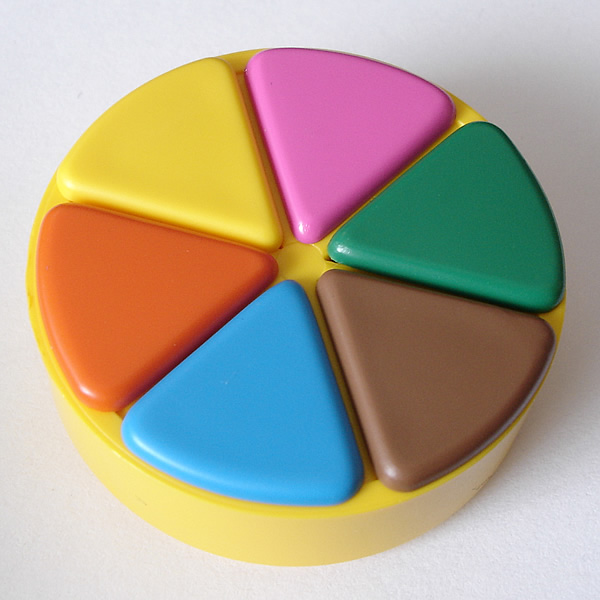
Trivial pursuit

## Правила игры
В этой игре вопросы делятся на несколько (обычно 6) категорий.
Типичные категории:
- География;
- История;
- Искусство и литература;
- Естественные науки;
- Спорт.

В играх, рассчитанных на школьный возраст, может встретиться английский/французский языки.
Иногда попадается категория «без категории», содержащая либо вопросы остальных категорий вперемешку, либо вопросы, выходящие за рамки остальных категорий.
Для выигрыша в игре обычно необходимо правильно ответить как минимум на один вопрос в каждой категории.
В комплект игры входит:
- Набор карточек-вопросов;
- Поле игры;
- По фишке на каждого игрока (выполнены в виде камамберов из шести пустых секций);
- Набор разноцветных долек для заполнения пустых секций камамбера;
- Игральная кость 1D6.

Карточки обычно содержат по 6 вопросов (по вопросу на категорию) с ответами на обратной стороне.
Классическое поле содержит 67 клеточек:
- стартовая точка игры;
- дома каждой категории (расположены по кругу с центром в стартовой точке игры);
- 12 дорожек, связывающих соседние дома и центр со всеми домами. В каждой дорожке по 5 клеточек. Каждая клеточка принадлежит одной из 6 категорий.

Играет до 6 участников, право первого хода определяется бросанием кубика, в дальнейшем ходят по очереди. Игрок, давший правильный ответ получает право походить ещё раз.

### Минималистическая версия
Ход состоит в бросании кубика и передвижении фишки на соответствующее число клеточек в произвольном направлении. Через стартовую точку игры проходить нельзя.
Ведущий зачитывает из очередной карточки вопрос из категории, соответствующей клеточке, на которую попал игрок. Если игрок даёт правильный ответ, он имеет право походить ещё раз, при этом ему выдаётся долька соответствующего категории вопроса цвета (при условии, что у него её ещё нет).
Игрок, собравший 6 разноцветных долек объявляется победителем!

### Модификации правил
- Усложнение: дольки выдаются в случае правильного ответа, только если фишка игрока находится в этот момент в доме категории. В противном случае игрок получает лишь право дополнительного хода;
- Упрощение предыдущей модификации: средние клеточки находящихся на окружности дорожек переносит фишку игрока в дом соответствующей категории;
- Можно ввести ограничение по времени на каждый вопрос, хотя стандартными правилами это и не предусмотрено.

## Компьютерные игры
Trivial pursuit выпущен на множестве видеоприставок, включая Sega CD, Wii, Xbox 360, PlayStation 2, PlayStation 3 и PlayStation 4. Настольная игра была также адаптирована в мобильную версию игры, которая называется Trivia Crack.